# Orangina

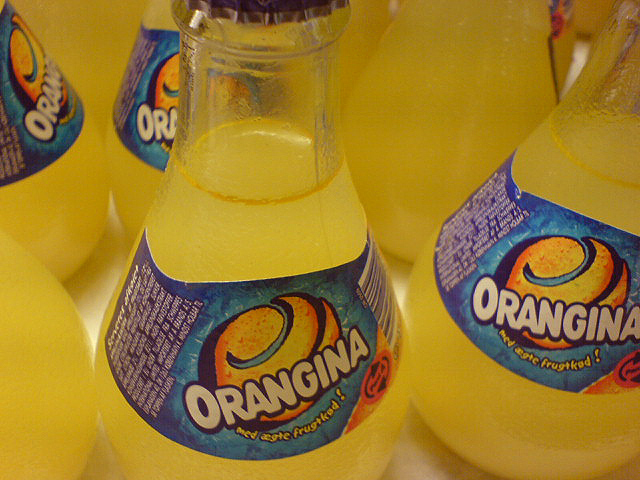
Unas botellas de Orangina.

Orangina es una marca de refrescos con sabor a cítricos como naranja, limón y mandarina. Su origen es francés, y está elaborada a partir del zumo y la pulpa de la fruta.
La marca es conocida también por su envase original, una botella con forma de una naranja, y por sus campañas publicitarias.

## Historia
La fórmula de la Orangina, basada en pulpa y zumo de naranja ligeramente gasificado, fue inventada en 1933 por el químico valenciano Dr. Trigo con el nombre de Naranjina. Éste llevó su producto a una feria de la francesa Marsella con el nombre de "Naranjina". Un empresario francés, Léon Beton, compró en 1936 la fórmula y la marca para comenzar su producción y comercialización como "Orangina", utilizando los terrenos de naranjos que tenía en Argelia. En 1951, el hijo de Léon, Jean-Claude, emprende la distribución del producto mediante originales botellas de forma redondeada e introduce la marca en todo Francia, donde consigue éxito.
Con la independencia de Argelia en 1962, toda la producción de Orangina se traslada a Marsella. A partir de esa fecha la empresa introduce distintos formatos de distribución y empieza a desarrollar varias campañas publicitarias con famosos como Serge Gainsbourg, Jean Paul Goude y Michel Berger, que logran una fuerte notoriedad. En 1978 desembarca en Estados Unidos como "Orelia", aunque poco después adopta la denominación francesa, y en 1984 Pernod Ricard compra la empresa, favoreciendo su distribución mundial.
En 2000, la multinacional Cadbury Schweppes compró un paquete accionarial de Orangina, formando el grupo Orangina Schweppes, y posteriormente pasó a ser propiedad de dos firmas de inversión. En noviembre de 2009 la marca fue adquirida, al igual que todas las bebidas de Cadbury Schweppes, por el grupo japonés Suntory.